# Billy-sur-Ourcq
Billy-sur-Ourcq é uma comuna francesa na região administrativa de Altos da França, no departamento de Aisne. Estende-se por uma área de 10,17 km². Em 2010 a comuna tinha 220 habitantes (densidade: 21,6 hab./km²).